# Březová (Sokolov)
Březová (in tedesco Brösau o anche Prösau) è una città della Repubblica Ceca facente parte del distretto di Sokolov, nella regione di Karlovy Vary.